# Marchantia romanica
Marchantia romanica es un especie de hepáticas del género Marchantia.

## Taxonomía
Bucegia romanica fue descrita por Simion Stefan Radian y publicado en Bulletin de l'Herbier de l'Institut Botanique de Bucarest 3: 4 (:4). 1903.  El nombre cambió a Marchantia romanica en 2016.